# Organismos Sidirodromon Ellados

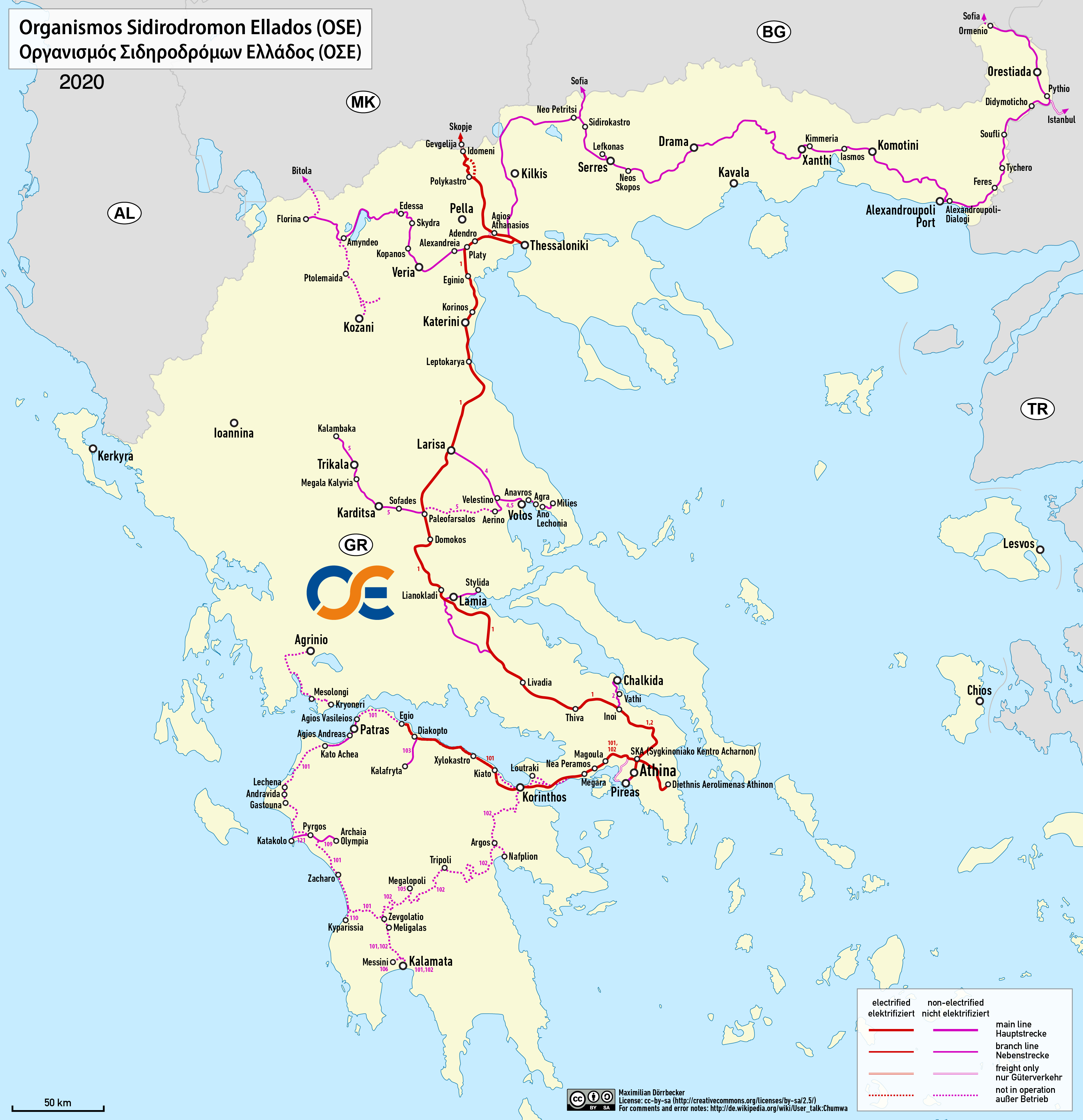

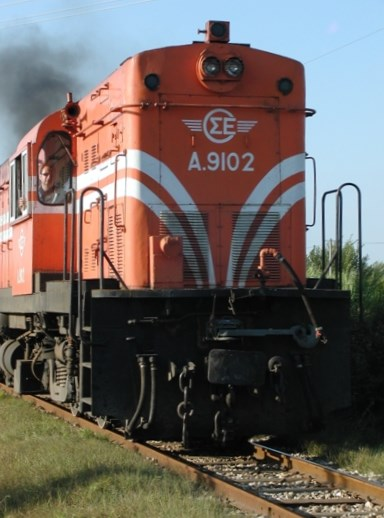
Il logo ΟΣΕ sul frontale di una locomotiva diesel greca

L'Organismos Sidirodromon Ellados (Οργανισμός Σιδηροδρόμων Ελλάδος), il cui acronimo è OSE (ΟΣΕ), letteralmente "Organizzazione delle Ferrovie Elleniche", è una holding di servizi di gestione e funzionamento dell'infrastruttura ferroviaria nazionale della Grecia, con sede ad Atene, che dal 2005 gestisce le ferrovie attraverso le società, da essa controllate al 100%, EDISY, ERGOSE e GAIAOSE e persegue il fine dello sviluppo delle infrastrutture e della valorizzazione degli immobili.

## Storia
L'ΟΣΕ è nata nel 1971, in seguito al decreto presidenziale 674/1970, subentrando alla "SEK", Sidirodromoi Ellinikou Kratos (in greco "ΣΕΚ" acronimo di Σιδηροδρόμων Ελληνικού Κράτους), l'azienda statale divenuta operativa dall'inizio del 1920 che era subentrata alle diverse compagnie private.
In seguito al decreto presidenziale 41/2005, emanato in conseguenza dell'adeguamento alle direttive europee è nata la OSE S.A. con lo scopo di
separare la gestione dell'infrastruttura dai servizi. In conseguenza vennero costituite le sue società sussidiarie, EDISY S.A. e TrainOSE S.A. e successivamente quest'ultima è stata divisa in due ulteriori società per azioni la ERGOSE S.A. e la GAIAOSE S.A.

## Esercizio
- la EDISY S.A. si occupa della gestione e del funzionamento dell'infrastruttura ferroviaria in Grecia; ha la responsabilità della manutenzione e del rilascio della licenza alle aziende ferroviarie che la utilizzano.
- l'ERGOSE S.A. si occupa dei progetti di investimento e di potenziamento nonché delle forniture dei materiali necessari per la realizzazione di nuove opere.
- la GAIAOSE S.A. si occupa della gestione del patrimonio immobiliare della società.

Nel 2004 la rete ferroviaria greca aveva un'estensione di 2571 km, in parte elettrificata (764 km), con tre principali linee direttrici, Atene-Peloponneso, Atene-Salonicco e Salonicco-Florina.